# 小穴浩司
小穴 浩司（おあな こうじ、1982年（昭和57年）6月12日 - ）は、フジテレビの社員。元アナウンサー。

## 来歴・人物
長野県安曇野市出身。松商学園高等学校、日本大学法学部政治経済学科卒業後、2006年4月、フジテレビに入社。偶然だが、同局の宮瀬茉祐子とは同じ生年月日でもある（宮瀬は先に昨年の4月に入社している後に2014年から退社後フリー）。
学生時代はサッカー少年であったが、怪我により断念。大学への進学後には放送研究会に所属。サークルの先輩にIBC岩手放送の浅見智、元テレビ宮崎の赤間瞳、同期に木更津エフエムパーソナリティの前田隆矩がいる。また大学時代にはアルバイトで、お台場にあるフジテレビ本社の「社内見学ツアー」のガイドをしていた。DJライセンスを有する。
2011年6月29日付で報道局報道センターへ異動になったが、2014年6月27日付で再びアナウンス室に配属された。実況として活躍し、2017年にはルヴァンカップ決勝の実況を初担当。2018年にはサッカーロシアW杯へ実況として派遣されるなどサッカーを中心に活動。その他、モータースポーツの看板アナとして年間半数以上のグランプリを実況するなど、フジテレビスポーツ中継に置いて存在を放つ。担当競技も総合格闘技や大相撲、バドミントン、ビーチサッカー、フットサル、eスポーツなど多岐にわたる珍しい存在でもあった。
2021年7月1日付で広報局へ異動。その後、広報局へ異動すると、自身初めてのドラマ広報担当番組として『silent』の宣伝チーフに就任。様々な広報施策を実施し、下北沢駅前に“silent”ツリーを設置したり、東京タワーを“silentカラー”に染めるなど、枠にとらわれない施策で社会現象化したドラマを陰から支えた。

## 広報局時代の担当番組

### 現在
- 痛快TV スカッとジャパン（2021年7月5日 - 、広報）
- さんまのお笑い向上委員会（2021年7月3日 - 、広報）
- ザ・ノンフィクション（2021年7月3日 - 、広報）
- 私のバカせまい史（2023年4月20日 - 、広報）
- 『Live News イット!』（2023年7月−）
- 『すぽると！』（2024年3月31日-）

### 過去
- ゴシップ #彼女が知りたい本当の○○（2022年1月6日 - 3月17日、広報）
- silent（2022年10月6日 - 12月22日、広報）
- あしたの内村!!（2022年4月18日- 2023年3月20日、広報）
- 千鳥のクセがスゴいネタGP（2021年7月8日 -2023年3月23日 、広報）
- 『わたしのお嫁くん』（2023年4月12日−6月21日まで、広報）
- 『いちばんすきな花』（2023年10月12日-12月21日、広報）
- 『海のはじまり』（2024年7月1日-、広報）

## 出演番組
- FNNレインボー発 - 日曜担当
- ハッケン!!（2006年10月 - 2008年6月） - リポーター
- メダマ!?ラジオ（2007年12月期） - 水曜担当
- FNNニュース（2008年1月2日朝、12月31日朝、2010年1月2日・3日夜、12月30日朝・昼、2016年1月4日朝、2019年1月2日・3日朝）
- FNNスーパーニュース（2008年4月 - 2011年6月） - 水曜・木曜・金曜フィールドキャスター
- F1GPニュース（2008年7月 - 2011年6月）
- 産経テレニュースFNN（2011年4月 - 2011年6月） - 日曜の朝・昼担当
- S-PARK（2021年4月11日・5月9日深夜　ニュースキャスター）
- Swallows Baseball L!ve
- F1テレビ中継（フジテレビNEXT） - 実況
- プロ野球ニュース（2017年4月8日 - 、フジテレビONE） - 土曜キャスター
- Bリーグ中継（リーグ自らが制作する公式映像。フジテレビと無関係のCS局で放送されることがある）

## 同期入社
- 秋元優里
- 本田朋子
- 松尾翠